# Bloody Roar
Bloody Roar (ブラッディロア?, Buraddi Roa) è una serie di videogiochi picchiaduro 3D sviluppati dalla Eighting e dalla Hudson Soft. Virgin Interactive, Activision e Konami sono stati i vari distributori del gioco durante la serie.
Hudson Soft divenne parte integrante della Konami alcuni anni dopo.

## Informazioni
Il primo gioco fu pubblicato su un sistema arcade nel 1997, intitolato Beastorizer (Imbestialire), il titolo non fu scelto casualmente, dato che i personaggi utilizzabili durante gli incontri possono mutare, per un breve periodo, il loro aspetto da umano ad essere zoo-antropomorfo, come in Altered Beast ma non necessariamente un licantropo.
Approdando su PlayStation nel 1998, il titolo viene modificato in Bloody Roar (ruggito sanguinario), mantenuto anche nei titoli successivi. I sequel del gioco sono 3, di cui vi sono versioni migliorate distribuite per il Nintendo GameCube e l'Xbox.

## Trama
Alcune persone hanno nel proprio corpo un fattore chiamato B. Queste persone hanno la capacità di trasformarsi in esseri metà umani e metà bestie. Tuttavia alcuni di loro non hanno il controllo delle loro capacità e sono fuori controllo. Come se non bastasse uno scienziato, Busuzima, compie in segreto esperimenti sugli esseri umani trasformandone molti in bestie, compreso se stesso.

## Personaggi utilizzabili
- Yugo (Lupo)
- Alice (Coniglio)
- Greg (Gorilla)
- Long (Tigre)
- Shen Long (Tigre Blu)
- Fox (Volpe)
- Uriko (Chimera)
- Mitsuko (Cinghiale)
- Bakuryu (Talpa)
- Gado (Leone)
- Busuzima (Camaleonte)
- Shina (Leopardo)
- Jenny (pipistrello)
- Stun (Insetto)
- Ganesha (Elefante)

## Episodi della serie
| Gioco                                           | Anno d'uscita | Piattaforma   |
| ----------------------------------------------- | ------------- | ------------- |
| Beastorizer / Bloody Roar                       | 1997          | Arcade        |
| Beastorizer / Bloody Roar                       | 1998          | PlayStation   |
| Bloody Roar 2                                   | 1998          | Arcade        |
| Bloody Roar 2                                   | 1999          | PlayStation   |
| Bloody Roar 3                                   | 2000          | Arcade        |
| Bloody Roar 3                                   | 2001          | PlayStation 2 |
| Bloody Roar: Primal Fury / Bloody Roar: Extreme | 2002          | Gamecube      |
| Bloody Roar: Primal Fury / Bloody Roar: Extreme | 2003          | Xbox          |
| Bloody Roar 4                                   | 2003          | PlayStation 2 |

## Altri media
Bloody Roar è anche apparso come manga, creato e disegnato da  Maruyama Tomowo, originariamente pubblicato sulla rivista Shōnen Jump.
Il concetto base del manga era il medesimo del videogioco, ma sono state molte le modifiche apportate alla storia ed alla ambientazione, totalmente rinnovate. Solo alcuni dei protagonisti originali compaiono, per supportare gli effettivi eroi del manga.
Personaggi principali sono Fang, combattente licantropo, e Mashiro, in grado di mutare in coniglia. Loro meta è trovare un rimedio per i loro simili, o per lo meno renderli mansueti, e sconfiggere un empio demonio, libero dal talismano che un tempo lo sigillava.
Il manga, pubblicato nel 2001, conta solo 2 volumi.